# Полет 470 на „LAM Мозамбик Еърлайнс“
Полет 470 на „LAM Мозамбик Еърлайнс“ е редовен международен пътнически полет от международното летище „Мапуто“, Мапуто, Мозамбик, до летище „Коантро де Февро“, Луанда, Ангола, управляван от „LAM Мозамбик Еърлайнс“. На 29 ноември 2013 г. самолетът „Ембраер 190“, който изпълнява полета, се разбива в националния парк Буабуата, Намибия и убива всички 27 пътници и 6 души членове на екипаж на борда. Районът по време на инцидента е с обилни валежи в близост до траекторията на полета.
Предварителните констатации на Института за гражданска авиация на Мозамбик показват, че капитанът умишлено разбива самолета. Мозамбикската асоциация на въздушните оператори обаче оспорва заключението, но дирекцията за разследване на авиационни произшествия в Намибия се съгласява, че капитанът, който въвежда контролите (причина за катастрофата), е вероятната причина за инцидента. Установено е, че капитанът има ясно намерение да разбие самолета и ръчно променя настройките на автопилота, а след като вторият пилот напуска пилотската кабина, той заключва вратата и започва снижаване.
Гласовият запис в пилотската кабина улавя звуците от няколко аларми по време на бързото снижаване, както и ударите по вратата от втория пилот, който е заключен извън пилотската кабина. Разследването показва, че капитанът претърпява лични драми, сред които смъртта на своя син точно година преди да разбие машината, дъщеря му е в болница за сърдечна операция, а бракоразводното му дело е неразрешено повече от десетилетие.
Според експерти катастрофата не е отразена от медиите, защото става в страна от третия свят. Авиоиндустрията не може да приложи мерки за безопасност навреме, за да избегне друг подобен инцидент, като този със самолета при полет 9525 на „Джърмануингс“ във френските Алпи през 2015 г., за който е установено, че е умишлен акт от втория пилот.